# 运动型多用途车

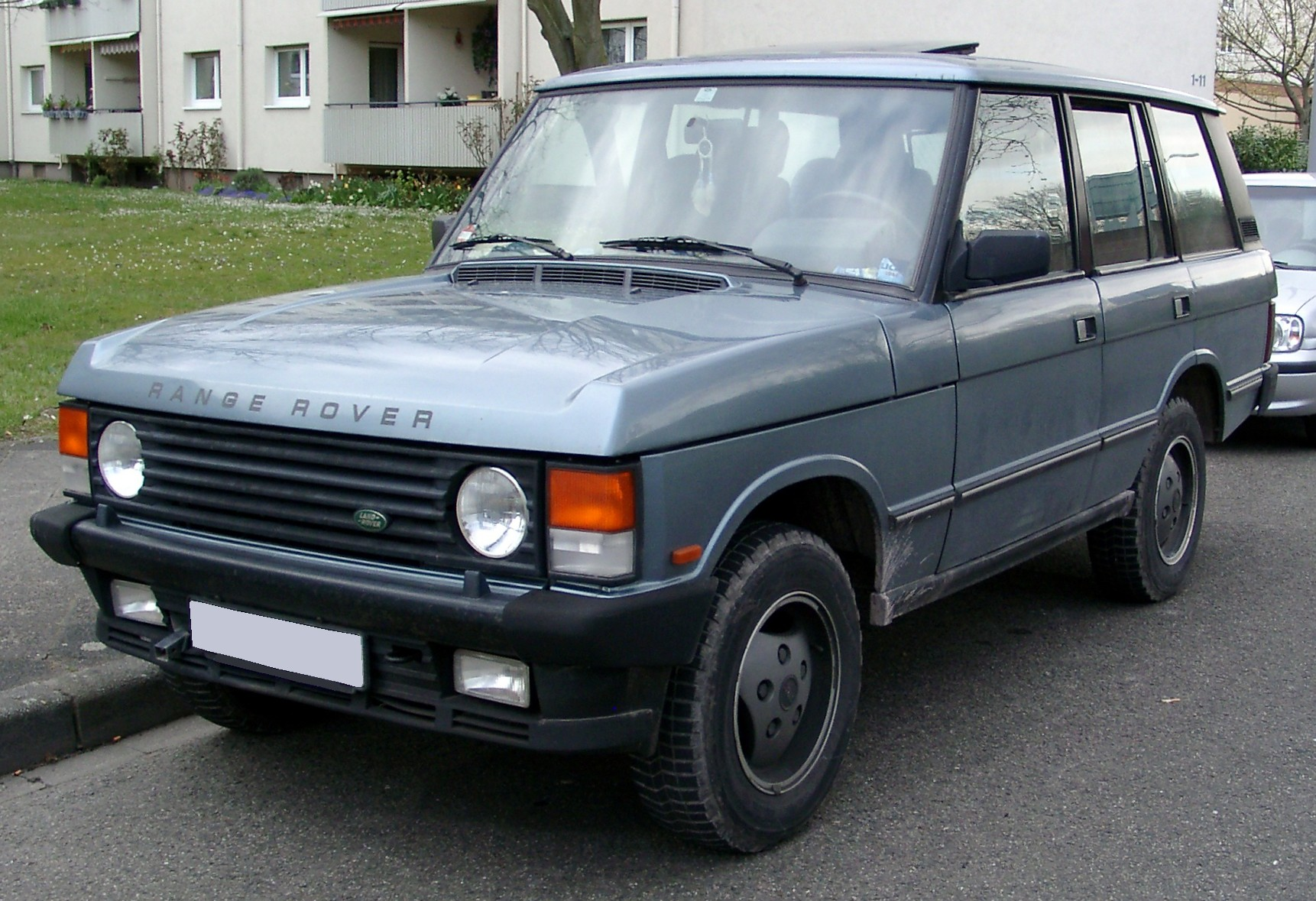
路虎揽胜是越野車的早期生產型號之一，而吉普車的家用化後成為SUV的祖先

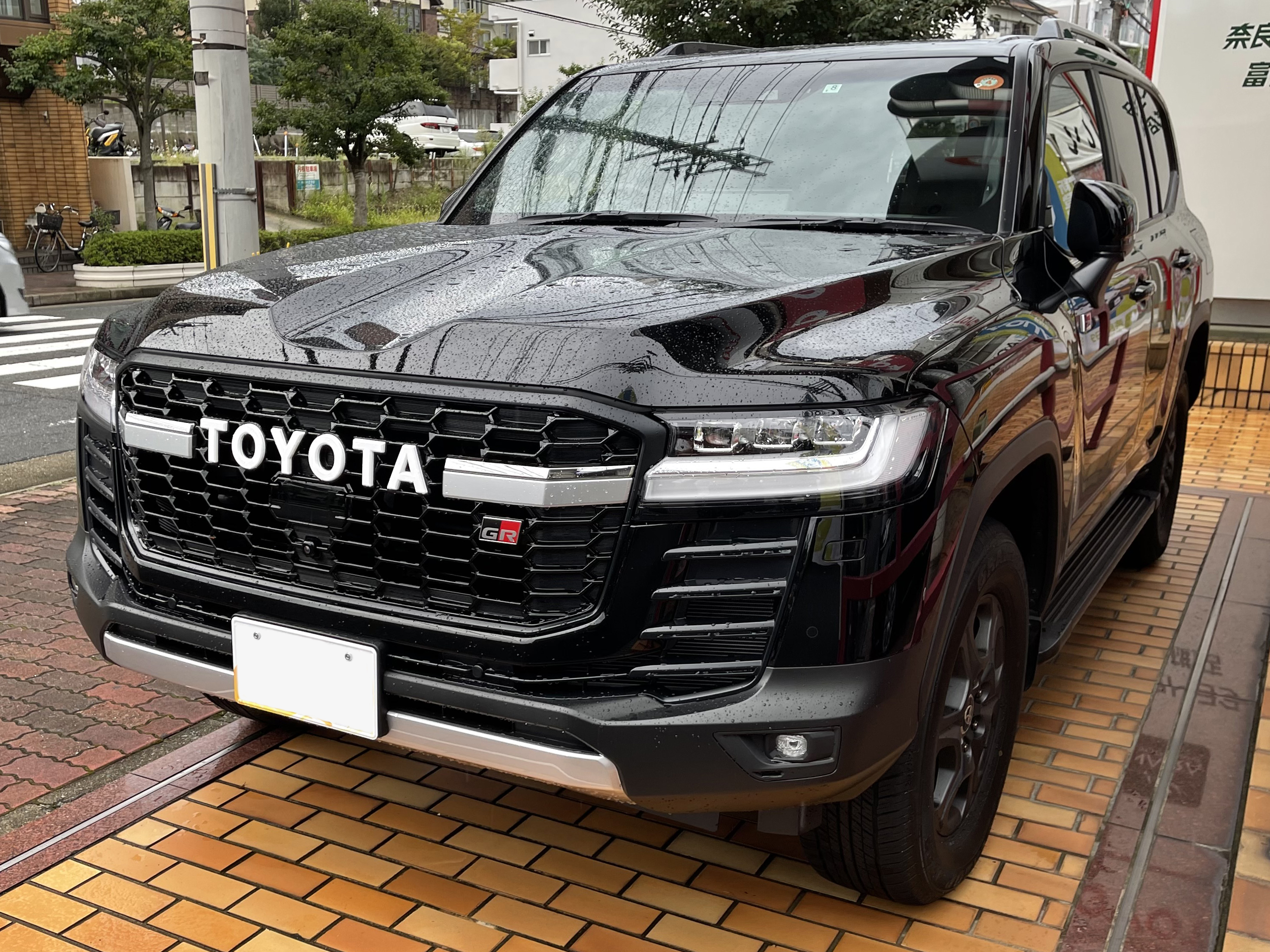
豐田陸地巡洋艦

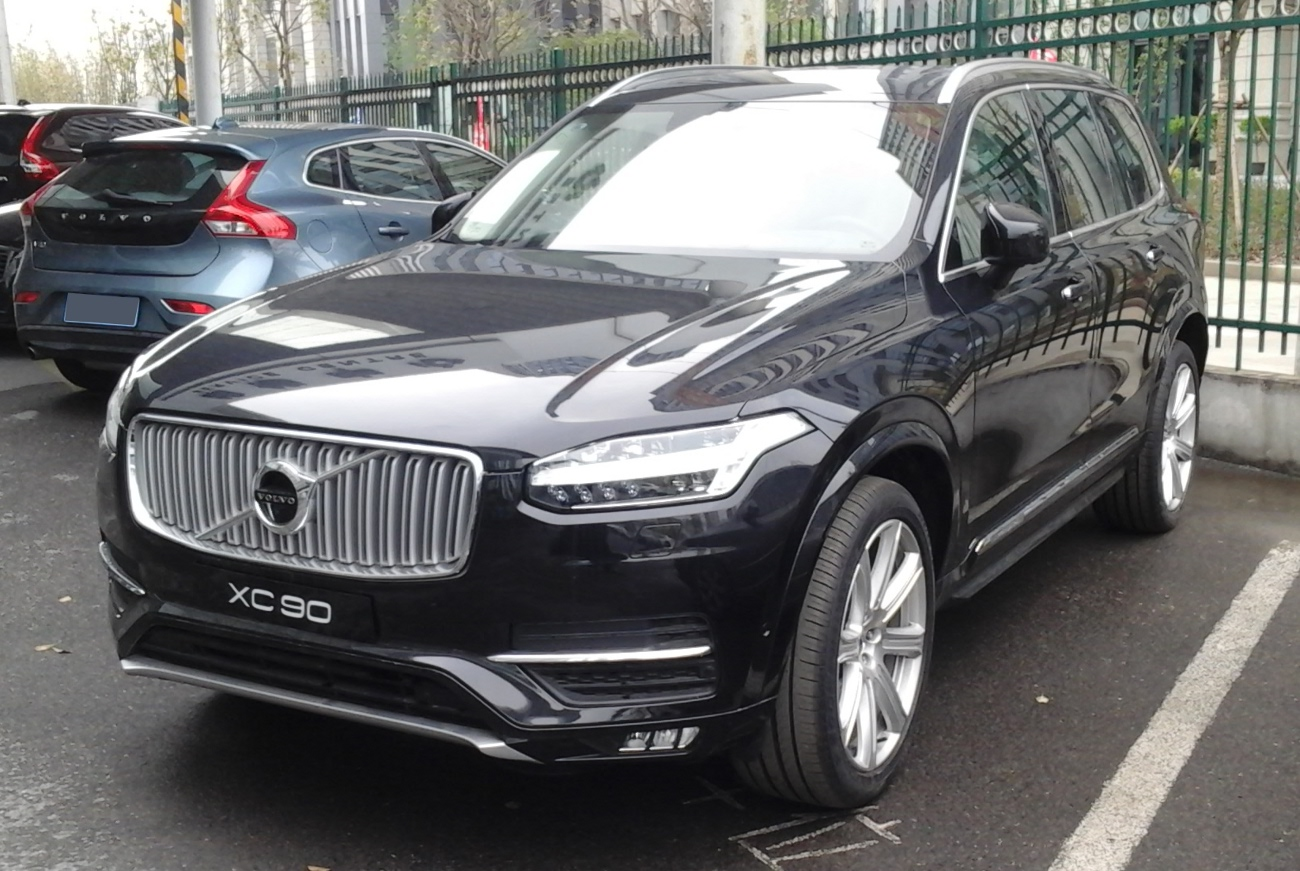
富豪XC90

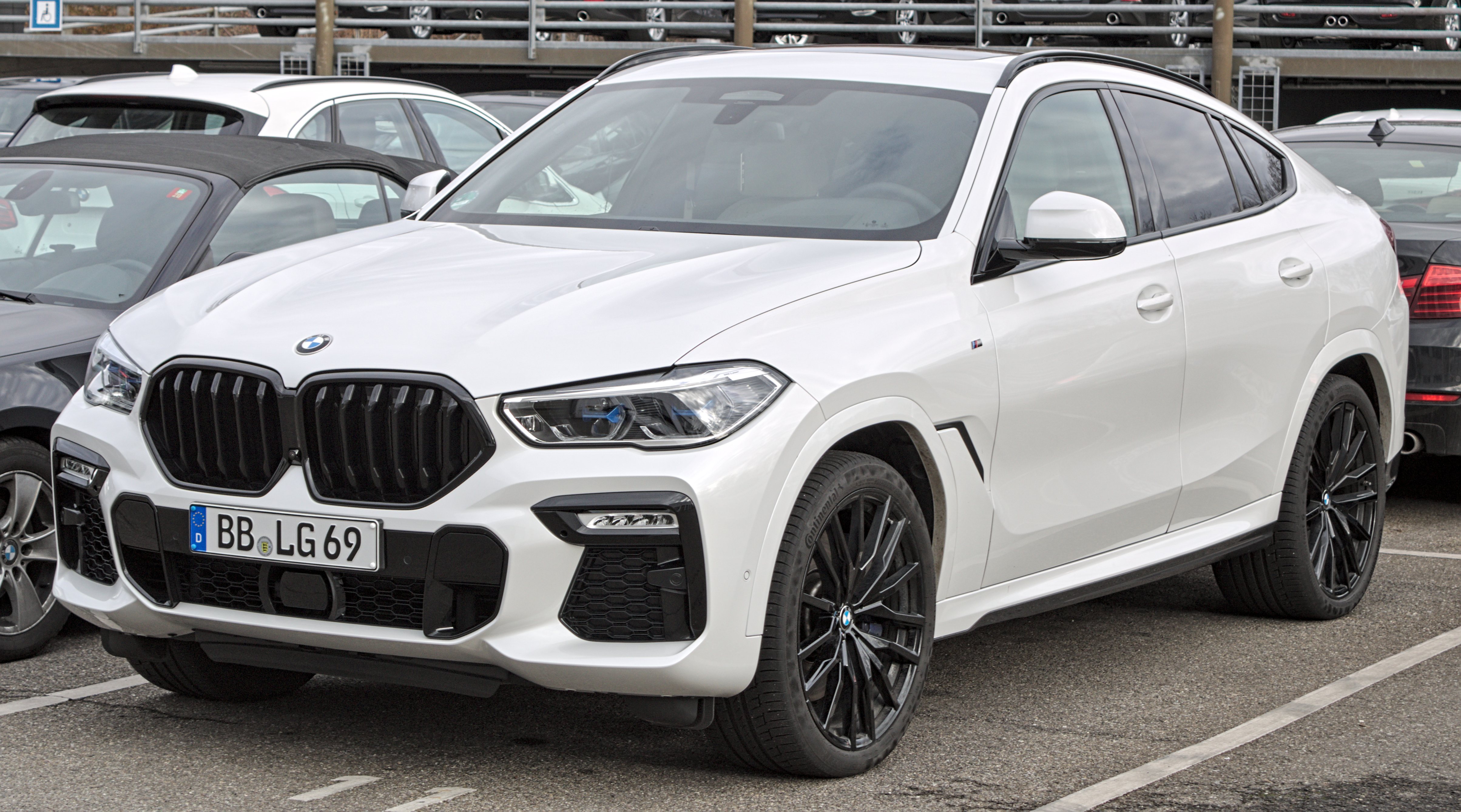
BMW X6

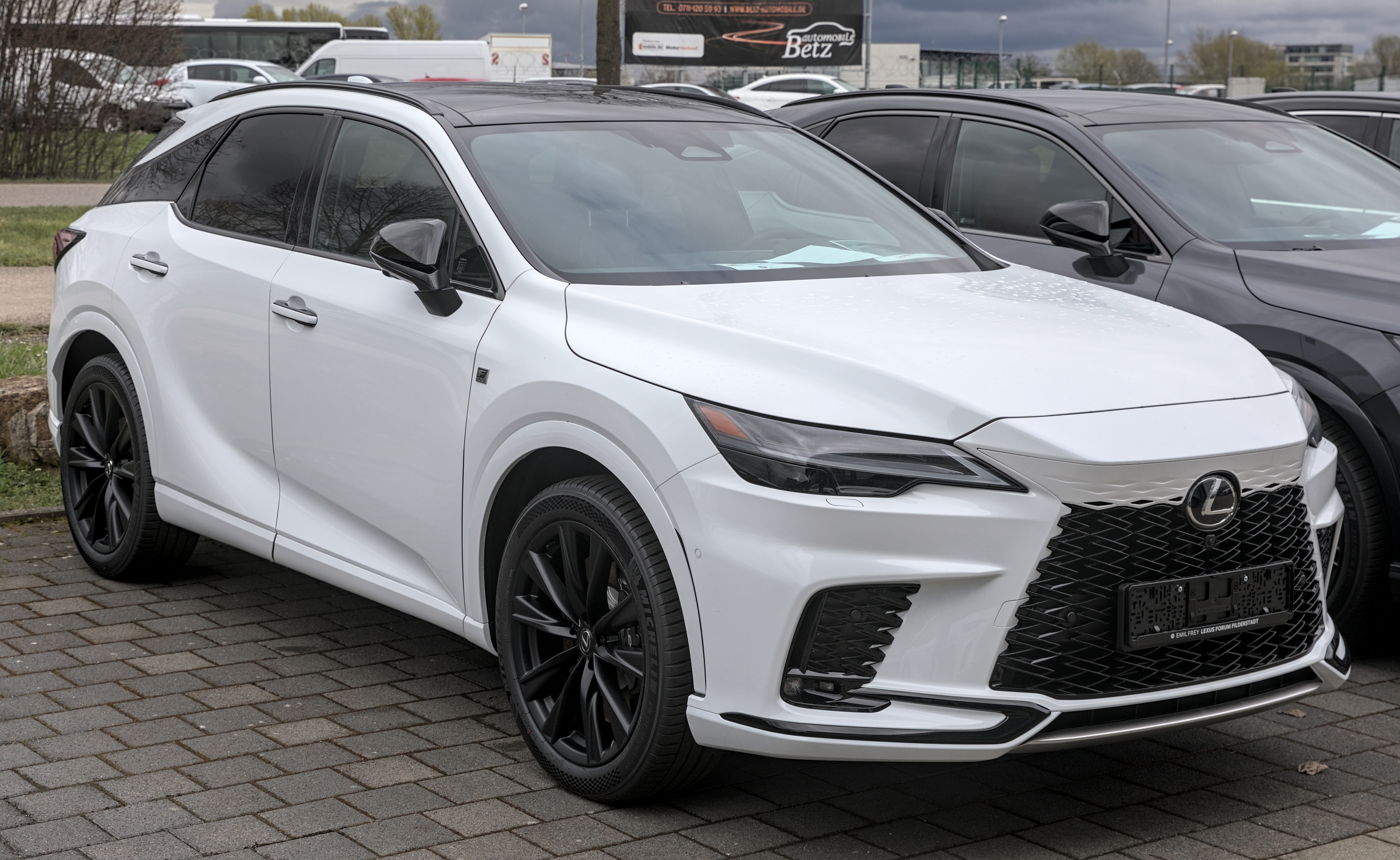
第五代凌志RX

（縮寫：SUV），簡稱跑旅車，是一種同時擁有旅行車般的舒適性和空間機能加上運動型跑車的牽引力和越野車能力的汽車類型，車室空間較大和引擎動力強，有能力可以裝載貨物，搭乘人數一般為5人+2人。

## 發展歷程
美國吉普汽車與英國荒原路華是最早的休旅車廠，大多是戶外活動者或工程單位使用，造型十分粗獷而內裝很簡陋，後來1980年代初期美國汽車公司（American Motors Corporation，縮寫為AMC，1980年代末期被克萊斯勒併購）旗下的吉普汽車將吉普切諾基成功推銷給休閒車主成為暢銷車種，在汽車界開創出現代SUV的市場。在1990年代，休旅車成為美國與全球汽車市場的主流種類，因為寬廣的開車視野與舒適偌大的車室空間得到許多車主的青睞，而美國長期以來最暢銷的SUV車則為福特探險家。

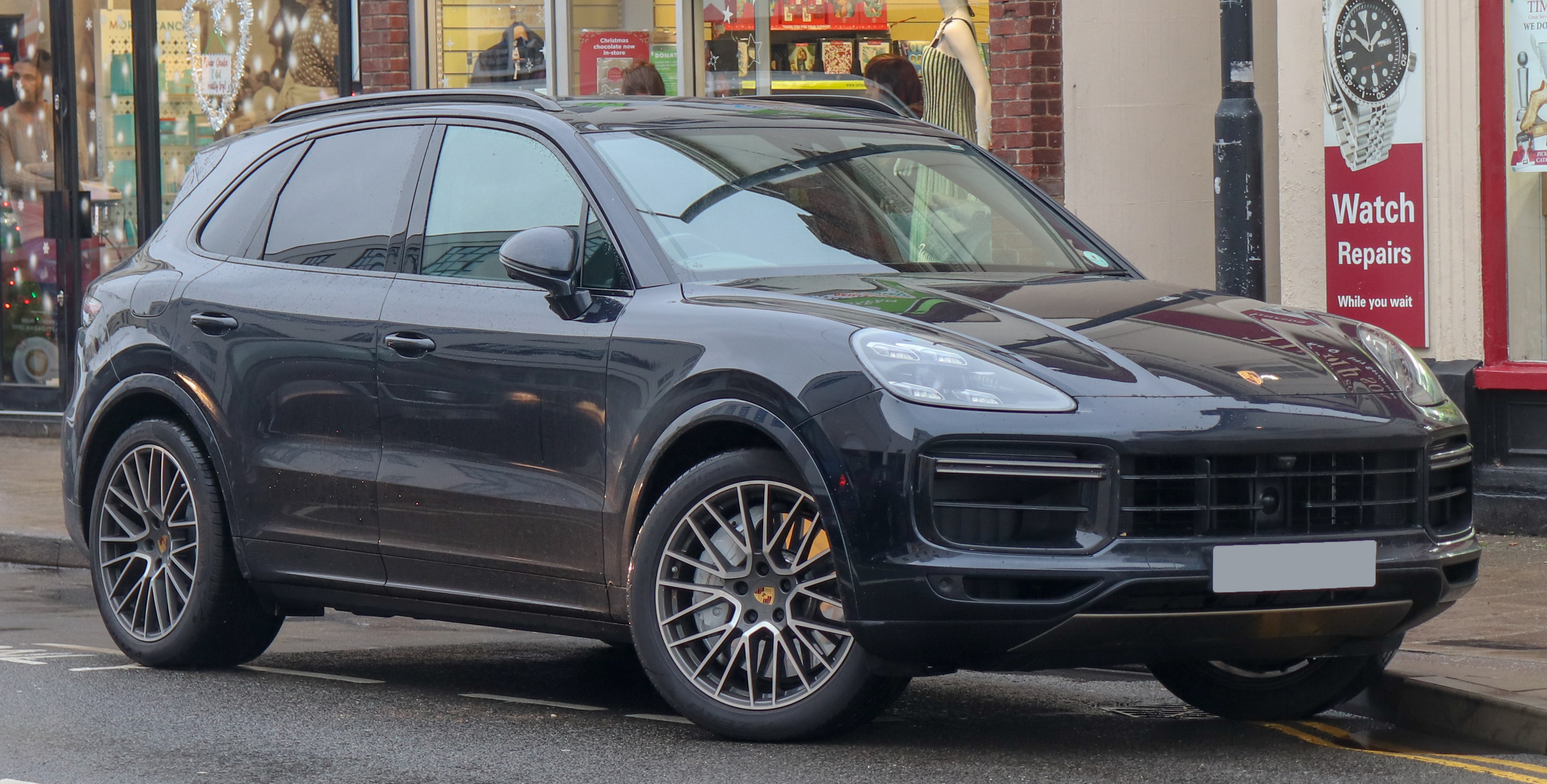
保時捷Cayenne

休旅車熱潮從美國延燒開來，不僅歐美地區在流行，連遠在亞洲日本的汽車廠商也開始開發SUV的車款。由於受到RV休旅風氣的影響，SUV的高空間機能和越野能力，已經取代旅行車成為休閒旅遊的主要車型。休旅車成為當時最受歡迎的車款，多間車廠也搭上SUV車款的潮流，推出型號有BMW X5、凌志RX、保時捷Cayenne、奧迪Q7等車款。
然而好景不長，休旅車市場受到阻礙。石油危機造成油價數度飆漲，傳統的運動型多用途車由於為了顧全越野能力，採用高剛性的分離式大梁底盤和懸吊系統以及四輪傳動，造成車重偏重，這方面Jeep車廠則開發出一種將底盤大梁內建在單體式車身內的設計來減輕重量又保持越野剛性，如1984年Jeep Cherokee底盤的Uniframe設計。為了得到足夠牽引力，運動型多用途車也都採用高功率高排氣量的引擎，加上重視越野能力使用高底盤的設計來增加進坡角，越坡角和離坡角，風阻係數偏大，種種原因，休旅車的油耗遠比轎車高很多，在油價飆漲的時代，SUV瞬間從最受消費者歡迎的車型變成最不受消費者歡迎的車型，銷售量狂降，許多大量開發SUV的車商都因此嚴重虧損，特別是美國車廠。休旅車的退潮使到其發展暫時停頓下來，但也讓轎車和旅行車重新獲得發展的空間。
不過，危機也是轉機。所有車商重新檢討並改善休旅車的最大缺陷高油耗。現在的新式休旅車基於新技術，和過去的傳統休旅車相比，車體的重量已減輕不少，同時外觀也更加流線型，引擎也更省油，休旅車的油耗瞬時降低且不失越野性，成為都市休旅車。
但也有車商更進一步，為了讓SUV更省油，放棄高底盤、四輪傳動和高剛性的懸吊系統，轉而使用小轎車平台開發全新的架構，雖然完全失去越野能力和強大的引擎輸出，但也真的讓油耗降的更低，這也就是現在的跨界休旅車（CUV）。休旅車的省油化加上石油危機的解除以及休旅風氣仍持續延燒，較大型的休旅車終於獲得重生並與跨界休旅車一起得到熱賣。

## 分支車型
由於市場越來越熱絡，為了讓休旅車能滿足更多不同需求的消費者以擴張市場，車廠也做出數種休旅車的分支車型，這些分支車型都有各自的名稱，但大致上仍能被統稱為休旅車。分支車型包括：

### 越野運動休旅車（SUV, Sport Utility Vehicle）

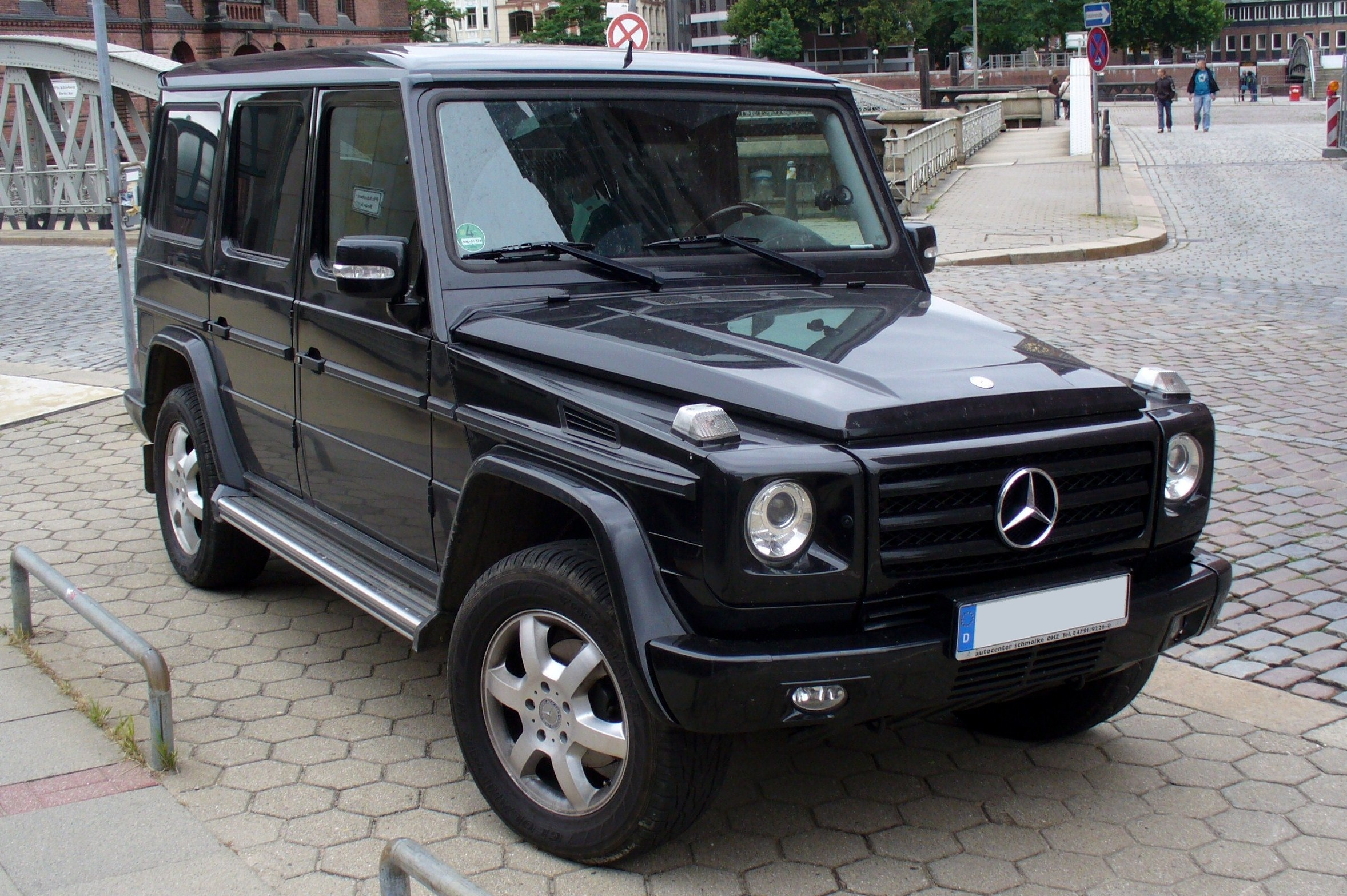
Mercedes-Benz G-Class

是傳統休旅車的一直開發後的後繼版，仍採用以卡車為基礎的設計，使用高剛性大樑式底盤和越野性的強化懸吊系統及四輪驅動，大面積的防刮材質，甚至有涉水用的上出排氣管，擁有強大的越野與拖曳能力。

### 豪華運動休旅車（LSUV, Luxury Sport Utility Vehicle）

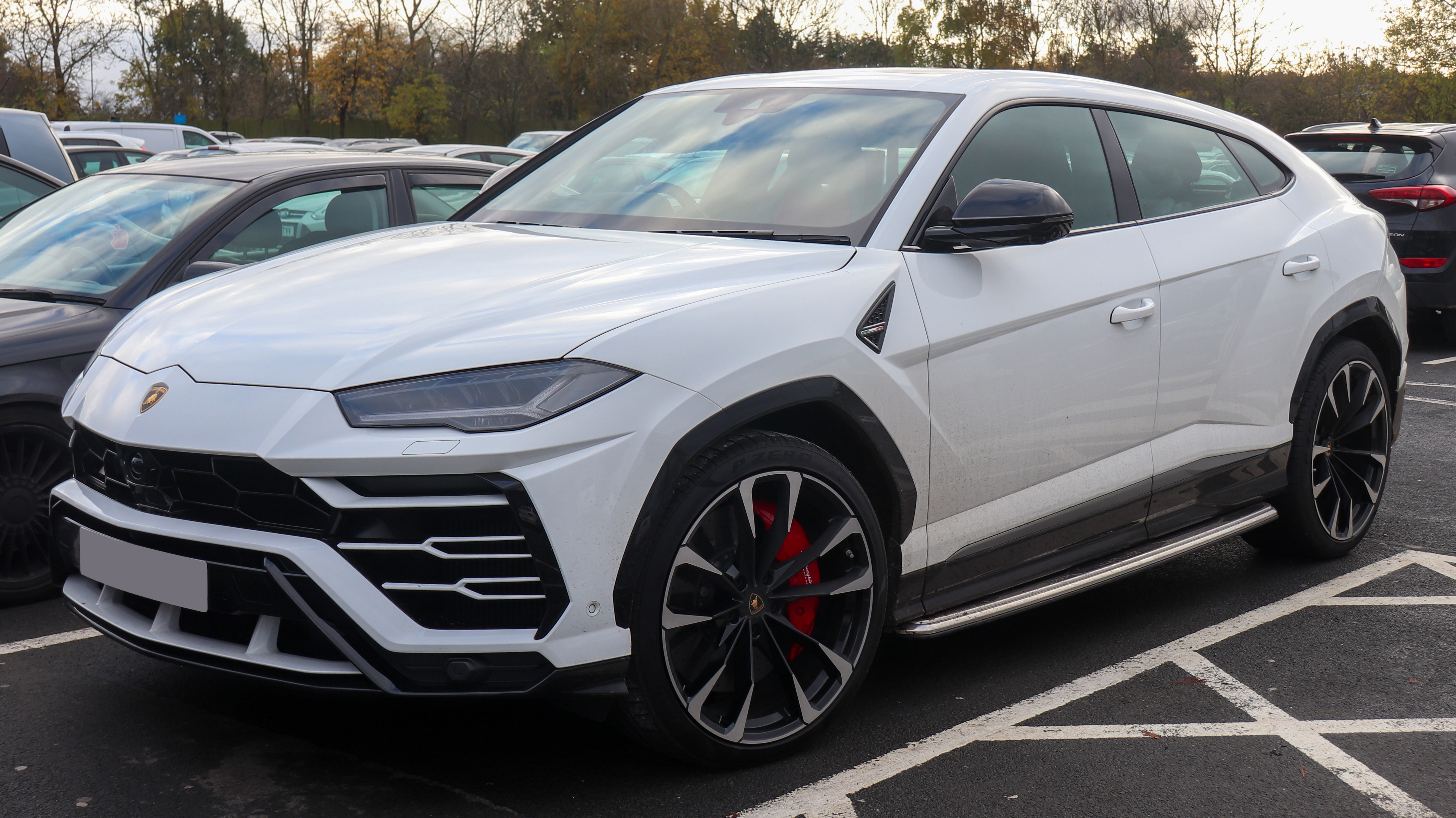
藍寶堅尼Urus

如其名，LSUV是大量運用奢華設計的運動型多用途豪華汽車。LSUV擁有高價位、高性能、高安全性、高舒適性、高等級的豪華配備和室內空間大的特性，大多的LSUV為了擁有龐大的馬力和扭力，採用高排氣量的引擎，所以有高油耗和高稅金的缺陷。LSUV相當注重車輛的主動性安全配備，包括側邊防護氣囊、DSC動態穩定系統、TCS循跡控制系統、RSC翻滾穩定控制系統、ABS防鎖死煞車系统等皆可能納入標準配備。LSUV的空間大，座位設計有五人座或七人座。LSUV車款在1990年代末期如雨後春筍般出現，由於LSUV鎖定於高收入的客戶，縱使生產成本高，售價昂貴，仍有一定的市場，對車廠的利潤高。具代表性的車款有路虎揽胜、勞斯萊斯·庫里南、賓利添越、瑪莎拉蒂萊凡特、藍寶堅尼Urus等。

### 跨界運動休旅車（CUV, Crossover Utility Vehicle）
跨界休旅車（CUV）是為了應付高油價而被開發的車型，然而，現在的市場CUV遠比傳統的SUV更受歡迎，因為它們更省油，而且，多數的CUV外型相當有曲線也使用了流線型的外觀，感覺沒有傳統SUV的粗獷，另可選配全時四輪驅動系統，擁有轎車舒適性及操控性和有限越野性能，具代表性的車款有日產Rogue和奧迪Q5。雖說CUV已沒有強大的越野能力，但多數的車款搭配大輪與抓地力控制系統的話，仍能應付雪地和輕微坎坷的沙地。CUV始組為AMC Eagle 50，只是當時的年代還不流行，此款車運動賣點不足，尚並不被目標與大眾消費者青睞。

### 都會運動休旅車（MSUV, Metropolis Sport Utility Vehicle）
最新被開發的車型，過去被認為是屬於CUV的一種，但比CUV更加貼近都會化的設計。MSUV完全運用轎車底盤搭配略剛性的懸吊系統，為了減少重量，更可以說放棄了運動性能。主要是捨棄了傳統休旅車的高剛性大樑式底盤（Full-length frame）和富有越野性的強化懸吊系統，而有些車款甚至沒有四輪驅動或是高底盤，並使用小排量的引擎，簡單來講，只是外觀像休旅車而已，根本沒有強大的越野與拖曳能力。
以上的分支車型並非獨立並立，某些車款可同時屬於兩種車款，舉例來講，像凌志RX350可以屬於SUV，也可以說是CUV，並沒限定某種車款只能屬於一種車型。

## 與多功能休旅車及商用休旅車的差別
多功能休旅車（MPV）和休旅車相似的地方是兩者都是運用卡車設計為基礎而發展出來的車型。不過，MPV比休旅車更注重空間設計和承載能力，而越野性則沒那麼重視，甚至多數的車款根本沒有越野能力，卡車的設計主要運用來載重。所以MPV多數採用低底盤的設計，車高也較低，大約在1600mm～1800mm。由於整體高度較低，風阻係數變低，多數的車款油耗沒休旅車高，比較有省油的優勢，MPV的驅動方式多為前輪驅動或四輪驅動，四輪驅動的設計主要是為一些會下雪的地方能在冬天時行駛，並不見的有足夠的越野能力。MPV依照尺碼分為大型、緊湊型、中型、小型與迷你型五種。大型MPV在車型分類上多是屬於廂型車，緊湊型和中型MPV在車型分類上是屬於RV休旅車的分支車型，小型和迷你型MPV在車型分類上有時是屬於露營車，有時屬於掀背車，和完全獨立的休旅車不一樣。具代表性的車款有馬自達Mazda5、豐田Wish和大眾途安。
而商用休旅車簡稱商旅車，在車型分類上是屬於商用車輛。商用休旅車也是運用卡車設計為基礎而發展出來的車型，商旅車的不同點在於商旅車的設計是以商業性為主，MPV和運動型多用途車皆純粹是為了休閒旅遊用，但商旅車是能兼顧商用業務和休閒旅遊兩種用途的車款。雖然能同時有兩種用途，但都有缺陷，如商用業務的方面，商旅車的空間和負重量沒貨車大，在休閒旅遊的方面，商旅車的舒適性沒MPV和運動型多用途車好。雖然都各有缺點，但對於同時需要兩個需求的消費者而言，商旅車正好符合他們的需求，所以也有它的市場。商旅車因為主要是以商用市場為主，所以多採用經濟化的設計，變速箱多採用低檔位的手排或自排，驅動方式有前置後驅和四輪驅動兩種。代表性的車款有中華Zinger、丰田Innova和福斯Caddy Maxi。

## 外部連結
- CADDY Forum（台灣CADDY家族論壇）
- 了解席捲全球的運動型多功能車款SUV由來